# Expedició a Tunis (1424)
Alfons el Magnànim ordenà un atac contra les illes de Gerba i Quèrquens, bases de pirates que atacaven Sicília
El comte Frederic de Luna i Ramon de Perellós comandaren un estol que recollí Pere d'Aragó, germà del rei, que resistia a Nàpols després del fracàs de la campanya naval d'Alfons el Magnànim. La flota seguí la costa fins a Gènova, bloquejant-la, i intervenint als ports de Lestri, Bonifacio i Portofiu. Gerba els resultà impossible de conquerir per estar ben guarnida, en canvi a Querquens la victòria fou completa i s'aconseguí un quantiós botí. Encara s'atreviren a atacar la ciutat de Tunis, però aquesta evità l'atac amb nombrosos presents i alliberant molts presoners cristians. En aquesta expedició participà Ausiàs March